# Gulnäbbad stjärtand
Gulnäbbad stjärtand (Anas georgica) är en sydamerikansk fågel i familjen änder inom ordningen andfåglar.

## Utseende
Gulnäbbad stjärtand är liksom stjärtanden en elegant formad simand med lång och slank hals och lång spetsig stjärt. Till skillnad från stjärtanden är könen lika. Fjäderdräkten är övervägande brun, med rent ansikte och fläckade sidor. Näbben är lysande gul, vilket den även är hos gulnäbbad kricka. Den är dock mindre och mer kompakt samt har mörkare huvud och ljusgrå kroppssidor.

## Utbredning och systematik
Den gulnäbbade stjärtanden delas in i tre underarter med följande utbredning:
- Anas georgica georgica – förekommer på Sydgeorgien
- spinicauda-gruppen
  - Anas georgica spinicauda – förekommer från södra Colombia till Eldslandet och Falklandsöarna
  - Anas georgica nicefori – förekom tidigare i Anderna i Colombia men är numera utdöd, försvann omkring 1952

## Bilder

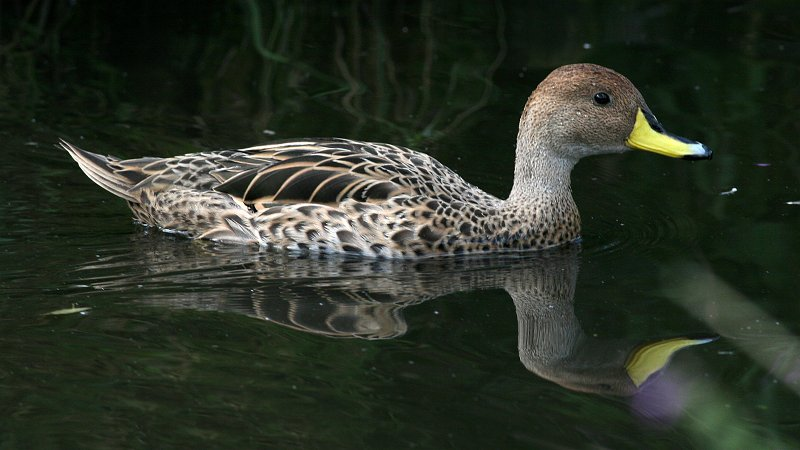
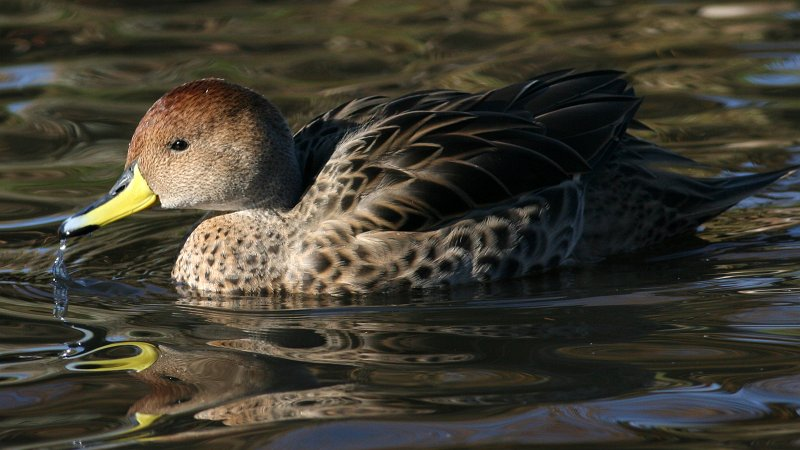
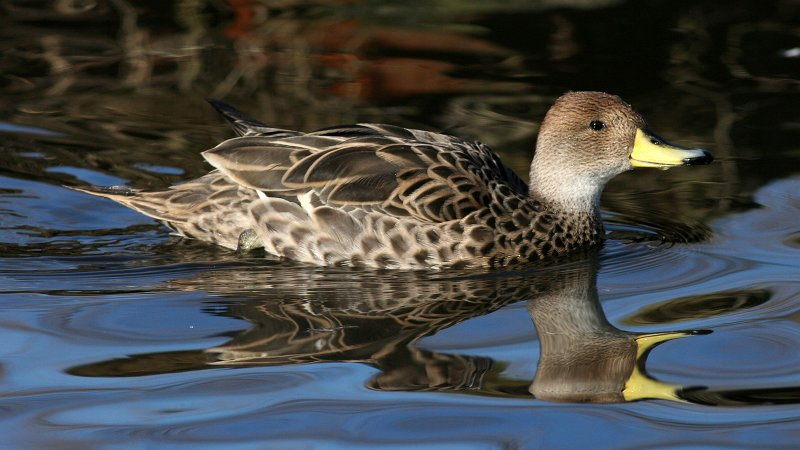
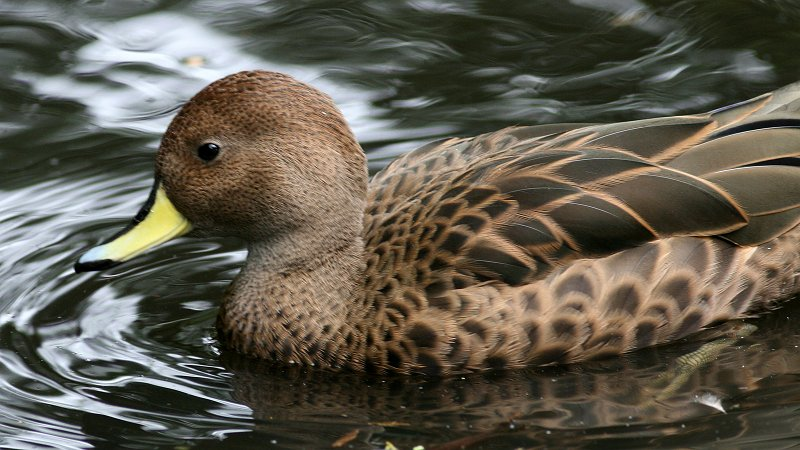
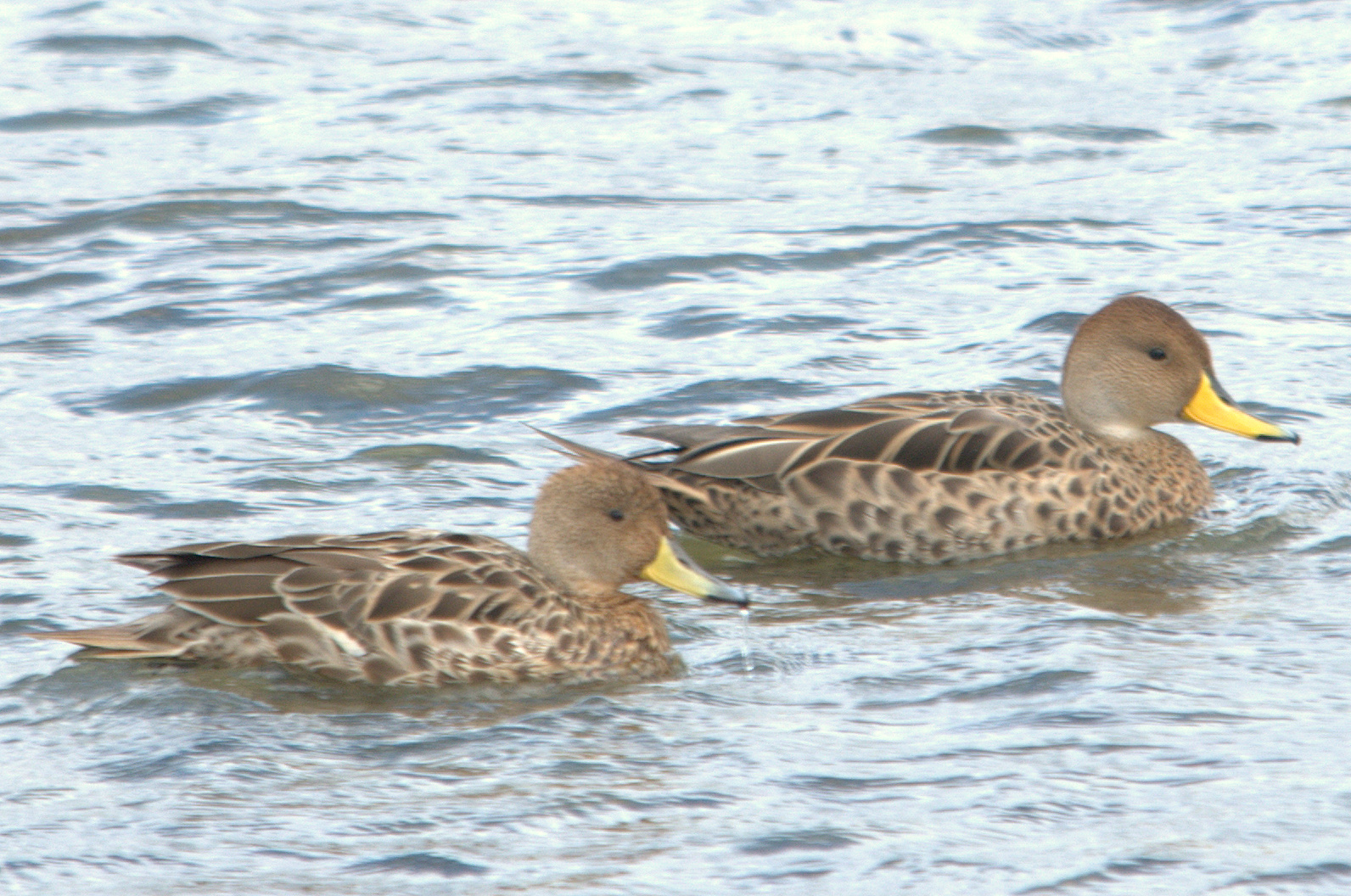

## Status
Arten har ett stort utbredningsområde och beståndet anses vara stabilt. Internationella naturvårdsunionen IUCN listar den därför som livskraftig (LC). Världspopulationen uppskattas till mellan drygt 100 000 och drygt en miljon adulta individer.